# Olodatérol
Olodatérol, est une molécule utilisée comme médicament dans  la bronchopneumopathie chronique obstructive et vendue sous la marque Striverdi.

## Usage médical
il s'agit d'un agoniste des récepteurs β-adrénergiques à action prolongée  utilisé pour traiter la maladie pulmonaire obstructive chronique . L'utilisation n'est pas recommandée en cas d'asthme . Il est respiré dans les poumons.

## Effets secondaires
Les effets secondaires du médicament comprennent la toux, la diarrhée, les douleurs articulaires, les éruptions cutanées et l'écoulement nasal; d'autres effets secondaires peuvent inclure un allongement de l'intervalle QT et un bronchospasme . Dans l'asthme, on s'inquiète d'un risque accru de décès. Bien qu'il n'y ait pas de preuve de nocivité pendant la grossesse, cette utilisation n'a pas fait l'objet d'études approfondies .

## Histoire
Le médicament a été approuvé pour un usage médical aux États-Unis en 2014. Il est également disponible en association avec le tiotropium sous forme d'inhalateur unique. Au Royaume-Uni, un mois de médicaments coûte au NHS environ 26 livre sterling à partir de 2021. Aux États-Unis, ce montant coûte environ 230 dollars américains.